# Mario Vargas Rodríguez
Mario Teófilo Vargas Rodríguez (La Paz, 29 de diciembre de 1929-La Paz, 6 de enero de 2024), más conocido como Cucho Vargas, fue un periodista deportivo, presentador de televisión, abogado y escritor boliviano, siendo a la vez uno de los pioneros y precursores en la televisión del país.

## Biografía
Mario Vargas nació el 29 de diciembre de 1929 en la ciudad de La Paz. Sus padres fueron Antonio Vargas y Angélica Rodríguez. Mario comenzó sus estudios escolares en 1935 mientras Bolivia sostenía una guerra con Paraguay, la Guerra del Chaco, saliendo bachiller del Colegio La Salle en 1946 en su ciudad natal. 
En 1947, continuó con sus estudios profesionales, ingresando la facultad de derecho de la Universidad San Francisco Xavier de Chuquisaca de la ciudad de Sucre y luego en la Universidad Mayor de San Andrés  de la ciudad de La Paz, graduándose años después como abogado.
Durante su vida laboral, Mario "Cucho" Vargas fue director de las revistas deportivas: Panorama, la verdad desde la cancha, Diario Clarín, Enfoques, radio y televisión. Fue también fundador y codirector del periódico "Hoy" junto a Alfredo Alexander. 
A sus 34 años, Vargas fue el relator del partido en el que  la Selección Boliviana de Fútbol  resultó ganadora en la final del Campeonato Sudamericano 1963 , la narración de este partido lo hizo ampliamente conocido siendo su tarea recordada por el entonces presidente Víctor Paz Estenssoro. Después de 50 años de haber culminado ese partido,  Vargas publicó en 2013, el libro  "50 años de Epopeya", ya con 84 años de edad.
Fue periodista deportivo entre 1951 y 1970.

### Metropolitana
Cucho Vargas trabajó en radio Metropolitana junto a Carlos Palenque uno de los propietarios del medio, en 1988 Vargas realizó una entrevista a Roberto Suárez Gómez, entonces conocido como el rey de la droga, en la entrevista Vargas le preguntó a Suárez quién era el virrey de la droga y Suárez mencionó al gobierno boliviano y a la embajada de Estados Unidos, tras esta entrevista el gobierno boliviano ordenó el cierre de la radio.

### Enfoques
Uno de sus programas más recordados lo constituyó Enfoques, espacios que nació como programa radial para luego emitirse en televisión y también en formato de revista impresa.

El 5 de diciembre de 2014, la Asociación de Periodistas de La Paz (APLP) condecoró a  Vargas con el máximo galardón que entrega la asociación, el Premio Nacional de Periodismo, en mérito a toda su trayectoria profesional durante más de 60 años continuos, a su imparcialidad en la información y a la vitalidad que inyectaba a sus relatos deportivos.
En noviembre de 2015, Mario Cucho Vargas publicó sus obras: Historia del Colegio Militar del Ejército e Historia de Bolivia.

## Premios
- Periodista del Siglo XX, Comité Olímpico Boliviano, 2010.[12]
- Premio Nacional de Periodismo 2014.[13]
- Premio Maya 2021, categoría  "Logros de toda una vida".

## Obras
- 50 años de la Epopeya (2013)
- La Historia del Colegio Militar del Ejército (2015)
- Así Viví (2018)